# William S. Mailliard

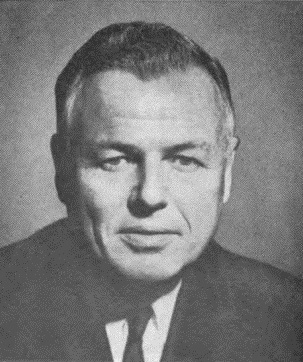
William S. Mailliard (1973)

William Somers Mailliard (* 10. Juni 1917 in Belvedere, Kalifornien; † 10. Juni 1992 in San Francisco, Kalifornien) war ein US-amerikanischer Politiker. Zwischen 1953 und 1974 vertrat er den Bundesstaat Kalifornien im US-Repräsentantenhaus.

## Werdegang
William Mailliard besuchte die öffentlichen Schulen in der San Francisco Bay Area und danach zwischen 1933 und 1935 die Taft School in Watertown (Connecticut). Anschließend studierte er bis 1939 an der Yale University. Danach war er 1939 im Büro des Marineattachés an der US-Botschaft in London. In den Jahren 1940 und 1941 arbeitete er für die im Bankgewerbe tätige Firma American Trust Co. in San Francisco. Während des Zweiten Weltkrieges diente Mailliard in verschiedenen Funktionen in der US Navy. Zunächst arbeitete er im Marinepersonalamt in Washington, D.C. Danach absolvierte er im Jahr 1942 das Naval War College, ehe er dann in den aktiven Dienst kam. Bis 1946 blieb Mailliard als Offizier im aktiven Dienst der Marine. Danach gehörte er deren Reserve an, in der er es bis 1965 zum Konteradmiral brachte. In den Jahren 1946 und 1947 arbeitete er wieder im Bankgeschäft und von 1947 bis 1948 war er für die kalifornische Behörde zur Betreuung jugendlicher Straftäter (California Youth Authority) tätig.
Gleichzeitig begann Mailliard als Mitglied der Republikanischen Partei eine politische Laufbahn. 1948 kandidierte er noch erfolglos für den Kongress. Zwischen 1948 und 1951 gehörte er dem Stab von Gouverneur Earl Warren an. Danach arbeitete er bis 1952 als Abteilungsdirektor für die California Academy of Sciences. Bei den Kongresswahlen des Jahres 1952 wurde Mailliard im vierten Wahlbezirk von Kalifornien in das US-Repräsentantenhaus in Washington gewählt, wo er am 3. Januar 1953 die Nachfolge von Franck R. Havenner antrat. Nach zehn Wiederwahlen konnte er bis zu seinem Rücktritt am 5. März 1974 im Kongress verbleiben. Seit 1963 vertrat er dort als Nachfolger von John F. Baldwin den sechsten Distrikt seines Staates. In diese Zeit fielen unter anderem der Kalte Krieg, die Bürgerrechtsbewegung und der Vietnamkrieg. Zum Zeitpunkt seines Rücktritts erschütterte die Watergate-Affäre das politische Leben in den Vereinigten Staaten.
Mailliards Rücktritt erfolgte nach seiner Ernennung zum ständigen Vertreter im Rang eines Botschafters bei der Organisation Amerikanischer Staaten. Dieses Amt bekleidete er als Nachfolger von Joseph J. Jova zwischen 1974 und 1977. Im Jahr 1975 wurde er Vorstandsmitglied der Inter-American Foundation. William Mailliard verbrachte seine letzten Lebensjahre in San Francisco, wo er am 10. Juni 1992, seinem 75. Geburtstag, verstarb.